# غار سفیدآب
غار سفیدآب در ۱۷۰۰ متری شمال روستای سفیدآب و در دل کوه سفیدچشمه به ارتفاع تقریبی ۲۴۰۰ متر از سطح دریا واقع شده‌است. این غار به خاطر وجود آب بسیار، دهلیزهای عمودی فراوان، که فرود بعضی چاه‌روهای آن به عمق ۵۰ متر می‌رسد، استالاکتیت‌ها و استالاگمیت‌های جوان و بافت‌های گل کلمی در سطوح مختلف آن مورد توجه غارنوردان و توریست‌های ماجراجو است.
زمین‌شناسان براساس سنگ‌های آهکی رسی مربوط به سازند روته سن غار سفیدآب را بین ۲۵۰ تا ۲۹۰ میلیون سال و مربوط به اواخر دوران پالئوزوئیک، دوره پرمین تخمین زده‌اند.